# Jean-Pierre Bouchard

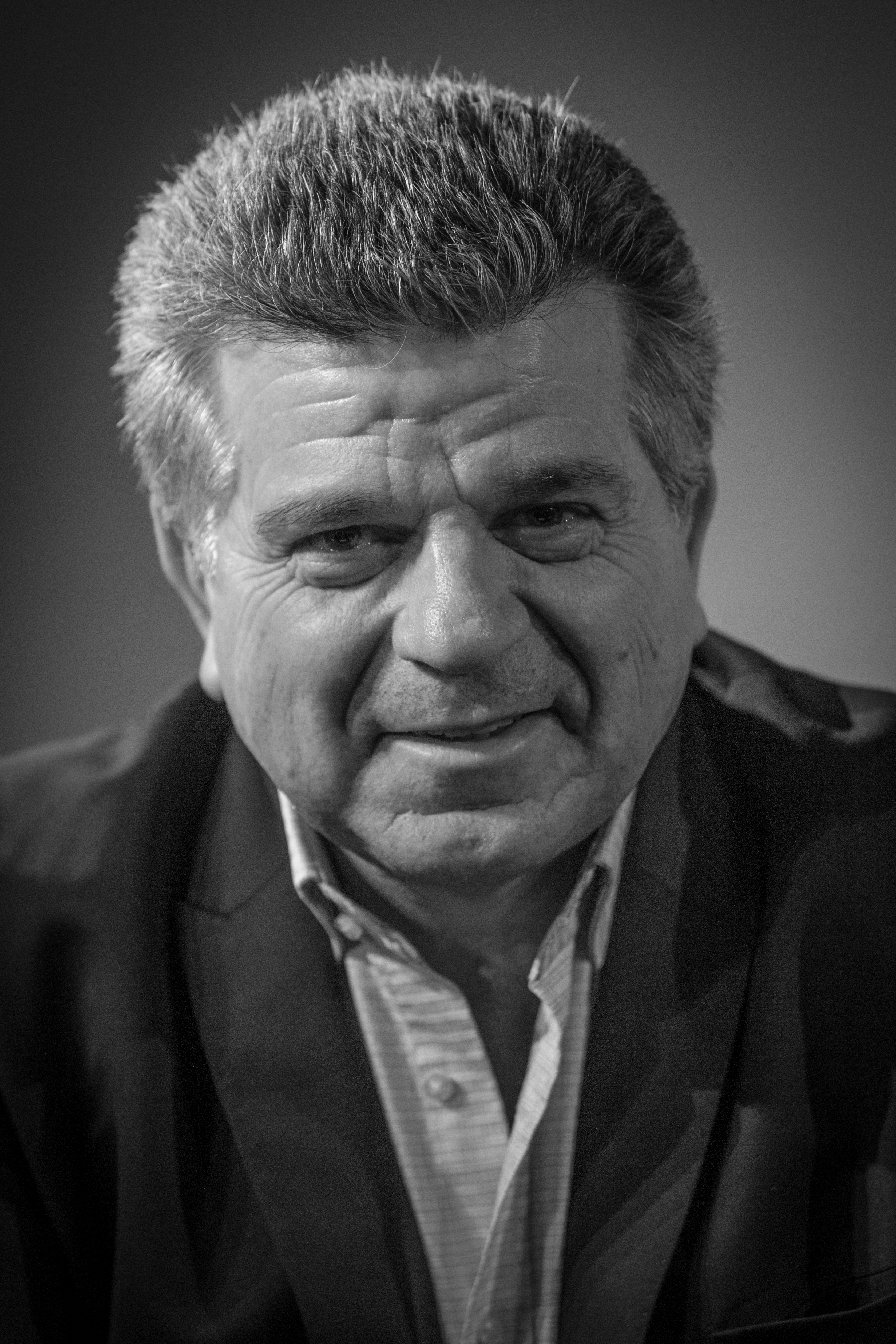
Jean-Pierre Bouchard (2014)

Jean-Pierre Bouchard (* 3. Februar 1955 in Sarlat) ist ein französischer Schauspieler, der sich als gelernter Psychologe häufig zu Fragen der Kriminalität in den Medien präsentiert und als Kriminologe bezeichnet wird.